# Les Remords d'une mère

Les Remords d'une mère est un téléfilm américano-russe de Nikolaï Lebedev produit en 2004.

## Synopsis
Depuis la disparition de son fils, Sarah est hantée par les cauchemars et la culpabilité. Elle refuse d'abandonner les recherches qu'elle mène depuis 10 ans pour le retrouver. Un jour, une nouvelle piste surgit.

## Fiche technique
- Titre français : Les Remords d'une mère
- Titre original : The Iris Effect
- Réalisation : Nikolaï Lebedev
- Pays de production :  États-Unis et  Russie

## Distribution
- Anne Archer : Sarah Hathaway
- Kip Pardue : Paul Bergamo
- Agnes Bruckner : Katya
- Mia Kirshner : Rebecca
- Gregory Hlady : Ivan
- Devon Alan : Mute